# Thomas Nugent
Thomas Nugent (* ca. 1700; † 27. April 1772 im Gray’s Inn, London) war ein irischer Gelehrter, Historiker und Reiseschriftsteller. Er ist heute vor allem bekannt durch seine Reiseführer zur Grand Tour, der damals besonders bei jungen englischen Adeligen beliebten Bildungsreise durch Europa. Seine detaillierten Beschreibungen des damaligen Frankreichs, Italiens, Deutschlands und der Niederlande liefern heutigen Historikern eine ergiebige Quelle zur Situation in der zweiten Hälfte des 18. Jahrhunderts. 

## Leben
Über seine frühen Jahre ist wenig bekannt. Er stammte zwar aus Irland, verbrachte jedoch die meiste Zeit seines Lebens in London. Dort betätigte er sich als Schriftsteller und Übersetzer. Im Jahr 1749 veröffentlichte er das mehrbändige Werk „The Grand Tour - containing an exact description of most of the cities, towns and remarkable places of Europe“. Dies war der erste umfangreiche Reiseführer für englische Gentlemen, die sich auf die Grand Tour durch Europa begeben wollten. Ob Nugent davor selbst diese Reise unternommen hatte, ist unbekannt, jedoch auf Grund der äußert detaillierten Angaben und der offensichtlichen Ortskenntnisse anzunehmen. Die folgenden Jahre widmete Nugent der Übersetzung von Werken namhafter Wissenschaftler seiner Zeit, meist aus dem Französischen ins Englische. Dazu gehören eine 1751 veröffentlichte Übersetzung von „Principes du droit politique“ des Schweizer Juristen aus Genf Jean-Jacques Burlamaqui (1694–1748) ins Englische („Principles of Politic Law“, 1752), im Jahr 1756 folgte eine Übersetzung von Étienne Bonnot de Condillacs „Essai über den Ursprung der menschlichen Erkenntnisse“ („Essay on the origin of Human Knowledge“). 
Ebenfalls 1756 wurde sein Reiseführer in einer aktualisierten Fassung neu aufgelegt, diesmal unter dem Titel „The Grand Tour, or, A journey through the Netherlands, Germany, Italy and France“. Im Jahr 1759 veröffentlichte er weiters eine Übersetzung des französischen Historikers Philippe Macquer (1720–1770) zur römischen Geschichte („Chronological abridgment of the Roman History“). Danach widmete er sich der Geschichte Frankreichs von Charles-Jean-François Hénault („Chronological abridgment of the History of France“, 1762). Im Jahr 1765 wurde Nugent an der schottischen Universität Aberdeen zum Doktor der Rechte promoviert. Danach plante er eine Geschichte der Vandalen zu schreiben und begab sich dazu zum Quellenstudium auf eine Reise nach Deutschland. Er reiste durch Norddeutschland, von Hamburg über Lübeck nach Mecklenburg, wo er die Urheimat oder das frühere Siedlungsgebiet der Vandalen vermutete. Zurückgekehrt nach England veröffentlichte er 1766 nicht nur seine Vandalengeschichte („The history of Vandalia Containing the ancient and present state of the country of Mecklenburg“), sondern publizierte 1768 auch seine deutschen Reiseerfahrungen in Form von mehreren Briefen an einen fiktiven zu Hause gebliebenen Freund. Dieses Werk (Originaltitel: Travels through Germany : containing observations on customs, manners, religion, government, commerce, arts, and antiquities : with a particular account of the Courts of Mecklenburg in a series of letters to a friend) beschreibt unter anderem Hamburg, Lübeck und zahlreiche Städte und Dörfer im damaligen Mecklenburg-Schwerin und Mecklenburg-Strelitz, darunter Schwerin, Rostock, Wismar, Ludwigslust, Doberan, Güstrow, Bützow, Waren, Neustrelitz, Mirow und Neubrandenburg.
1771 schrieb er ein Buch über den florentinischen Renaissancebildhauer Benvenuto Cellini. Durch den Erfolg seiner Reiseliteratur angeregt übersetzte er nun auch einen Reiseführer über London und damit erstmals ein Werk, das sich an ausländische Leser richtet, die England besuchen. Dieses Buch (Originaltitel: „A tour to London, or, New observations on England and its inhabitants“) erschien 1772, im selben Jahr in dem Nugent in London verstarb.
Nach seinem Tod erfreuten sich vor allem seine Reiseführer weiterhin großer Beliebtheit. 1778 erschien die dritte Auflage seiner „Grand Tour“. Sein 1768 erschienener zweibändiger Reisebericht über Norddeutschland – Travels through Germany – stieß nun dort auf Interesse. Der mecklenburgische Professor Lorenz Karsten übersetzte das Werk ins Deutsche und publizierte es 1781 bei Friedrich Nicolai. Dieses Buch, in dem unter anderem der Lübecker Totentanz in der Textfassung von Nathanael Schlott übersetzt und beschrieben ist, machte Nugent in Deutschland bekannt und wurde stark gekürzt 1938, sowie im Jahr 1998 und 2000 in kommentierter Fassung neu verlegt. Goethes Übersetzung von Leben des Benvenuto Cellini aus dem Jahre 1803 basiert teilweise auf dem italienischen Original, teilweise auf der englischen Version von Thomas Nugent.

## Digitalisate
- Travels through Germany: with a particular account of the court of Mecklenburg, Band 1, Band 2,  London 1768
- „The Grand Tour, or, A journey through the Netherlands, Germany, Italy and France“, London, 1778,4 Bände, Band 1,  Band 2, Band 3, Band 4
- The History Of Vandalia, Band 1
- Riverston peerage. Case on behalf of William Thomas Nugent claiming to be baron Nugent of Riverston , Digitalisat
- The new pocket-dictionary of the French and English languages, London 1807, Digitalisat